# Cranopsis perplexus
Incilius perplexus là một loài cóc trong họ Bufonidae. Chúng là loài đặc hữu của México.
Các môi trường sống tự nhiên của chúng là các khu rừng khô nhiệt đới hoặc cận nhiệt đới và sông có nước theo mùa. Loài này đang bị đe dọa do mất nơi sống.